# Katholieke Kerk in Barbados

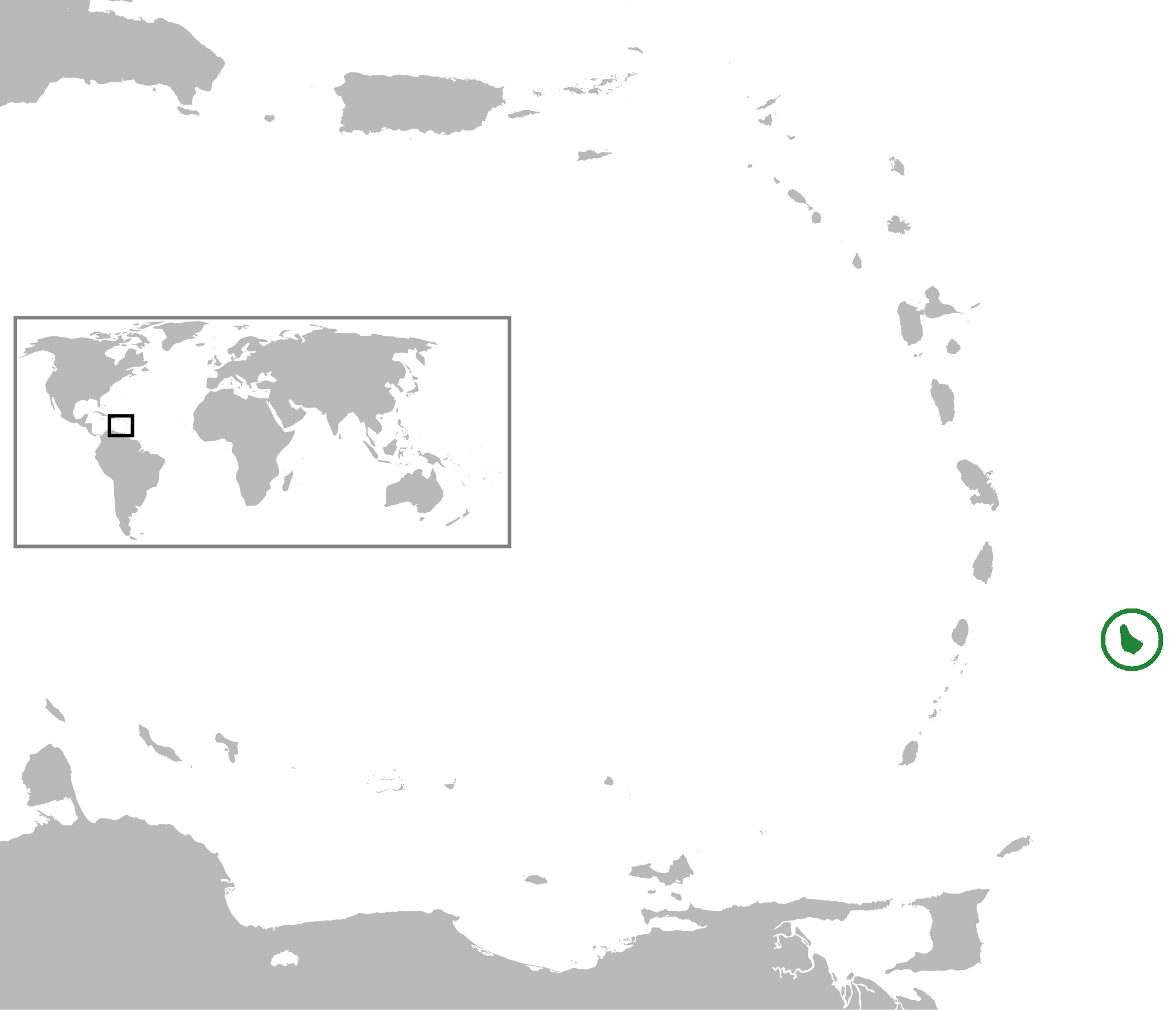
Barbados

De Katholieke Kerk in Barbados is een onderdeel van de wereldwijde Katholieke Kerk, onder het geestelijk leiderschap van de paus en de curie in Rome.
In 2005 waren er in Barbados ongeveer 11.000 (3,8%) katholieken. Het land bestaat uit een enkel bisdom, Bridgetown, dat deel uitmaakt van de kerkprovincie Port of Spain op Trinidad en Tobago. Bisschop van Bridgetown is  Neil Sebastian Scantlebury. Scantlebury is de eerste Barbadiaan die tot katholiek bisschop wordt gewijd. Hij volgt aartsbisschop Jason Gordon op, die de diocesane administrateur was voor Bridgetown sinds zijn benoeming tot aartsbisschop van Port-of-Spain in 2017.
Apostolisch nuntius voor Barbados is aartsbisschop Santiago De Wit Guzmán, die tevens apostolisch nuntius is voor Antigua en Barbuda, de Bahama's, Belize, Dominica, Grenada, Guyana, Jamaica, Saint Kitts en Nevis, Saint Lucia, Saint Vincent en de Grenadines, Suriname en Trinidad en Tobago, en apostolisch gedelegeerde voor de Antillen.

## Indeling
- Aartsbisdom Port of Spain (Trinidad and Tobago)
  - Bisdom Bridgetown

## Nuntius
- Apostolisch pro-nuntius
  - Aartsbisschop Paul Fouad Tabet (9 februari 1980 - 11 februari 1984)
  - Aartsbisschop Manuel Monteiro de Castro (15 februari 1985 - 21 augustus 1990, later kardinaal)
  - Aartsbisschop Eugenio Sbarbaro (7 februari 1991 - 26 april 2000)
- Apostolisch nuntius
  - Aartsbisschop Emil Paul Tscherrig (20 januari 2001 - 22 mei 2004)
  - Aartsbisschop Thomas Edward Gullickson (15 december 2004 - 21 mei 2011)
  - Aartsbisschop Nicola Girasoli (21 december 2011 - 16 juni 2017)
  - Aartsbisschop Fortunatus Nwachukwu (4 november 2017 - 17 december 2021)
  - Aartsbisschop Santiago De Wit Guzmán (12 november 2022 - heden)